# Годований Євген Федорович
Годований Євген Федорович (народився 2 жовтня 1949 року в с. Зеленянка, Крижопіл. р-ну  - нині Тульчинський р-н Крижопільська територіальна громада) ) — український педагог, історик, кандидат історичних наук (2007), перекладач, поет, краєзнавець, дослідник. Значну частину своїх робіт він приурочив Крижопіллю. Євгеній Федорович описав усю історію міста з часів його заснування до сьогодення. Не оминув увагою і інші сусідні села, а особливо в період війни. Євген Федорович Годований – автор 13 книг, брошур, багатьох наукових статей з історії України.

## Біографія
Євген Федорович народився 2 жовтня 1949 року в с. Зеленянка, Крижопіл. р-ну  в сім'ї службовців (батько працював прорабом на елеваторі, мати - бухгалтером). У 1967 р., закінчив Крижопільську СЗШ І-ІІІ ступенів. Протягом 1967-1972 років навчався в університеті ім.Мечнікова в місті Одесі на історичному факультеті. Після закінчення університету Євген Федорович повернувся у стіни рідної школи №1 і працював учителем). Самотужки вивчив польську, угорську, німецьку, італійську мови. Викладав із перервами історію та іноземну мову у Крижопільській СЗШ № 1 І-ІІІ ст., Шарапанівській ЗОШ, Крикливецькій ЗОШ. Отримав звання вчителя року Вінницької області 1993 р. 1977 р. був призначений на посаду перекладача уповноваженого уряду СРСР у справі перебування Північної групи радянських військ у Польщі, де працював до 1980 р. У 1999–2004 рр. — викладач історії Рівненського інституту слов'янознавства. З 2004 р. — методист Заболотненського ВПУ № 31 (Крижопільський р-н). За активну діяльність, пов'язану з дослідженням історії Польщі, йому надана «Карта поляка». Автор багатьох книг і статей, присвячених дослідженню Крижопільського краю, остання з яких «Долинами Марківки та Вільшанки: історичні долі людей та поселень західного Крижопілля» (2011).

## Творчість
Творчість Євгена Годованого багатогранна. Автор досліджує українські землі через призму польської і європейської історії у таких книгах як: «Польська преса ХІХ століття про Україну», «Український світ у Польському дзеркалі», «Питання української історії в Європейській пресі». Поруч з історією у житті Євгена Федоровича завжди крокує і крокувала поезія. Він не лише пише вірші, а й музику до них. Про це свідчить його книга «Розклад руху», до якої увійшла співана поезія про дорогу. У 1993 р. стає переможцем конкурсу «Вчитель року» Вінницької області. Високо оцінено його ерудицію, професійні знання, володіння художнім словом, гумором. В 1998 р — переможець першого Всеукраїнського фотоконкурсу «Пам'ятки польської історичної, культурної, господарської спадщини в Україні, які потребують захисту та збереження». Він є членом Рівненського клубу авторської пісні. Лауреат IV Загальнопольського І Міжнародного поетичного конкурсу «За гуманне обличчя людини», який відбувся в м. Ополє у 2002 році. На міжнародному конкурсі навчально-методичних розробок «Дітям про Шопена»(2002 р.) отримав титул «Найкращий кустош (хранитель) на Кресах в 2004 році». За участь у XVIII науково-практичній конференції «Країни світу, історія і сучасність» у 2011 р. отримав від уряду Москви «Благодарственное письмо». Є членом хорватського «Товариства Полічан». У  2018 році став Почесним членом громадської організації «Фонд роду Лимич», Почесний громадянин селища Крижопіль (2019р.).

### Основні праці
1. Історія південних і західних слов'ян / Є. Ф. Годований. — Рівне, 2002. — 193 с.
2. Польська преса XIX століття про Україну: брошура / Є. Ф. Годований, 1998. — 36 с.
3. Питання української історії в європейській пресі ХІХ ст. / Є. Ф. Годований. — К., 1998. — 31 с.
4. Український світ у Польському дзеркалі. Українська історія і культура у спринятті польськомовної преси (поч. ХІХ — 60-ті рр. ХІХ ст.): монографія / Є. Годований. — К., 2010. — 160 с.
5. Суспільно-політичний рух 30-60-х років XIX століття в Україні та його висвітлення на сторінках української преси / Є. Ф. Годований. — К., 1999. — 35 с.
6. Затихаючі звуки полонезу… / Є. Ф. Годований. — Крижопіль, 1993. — 16 с.
7. Слов'янський альбом: проза, поезії, переклади / Є. Ф. Годований. — О., 2010. — 200 с.
8. Долинами Марківки та Вільшанки: історичні долі людей та поселень західного Крижопілля: нариси / Є. Ф. Годований. — О., 2011. — 336 с.
9. Зеленянка. Село на Кучманському шляху історії / Є. Годований, В. Хімей. - Дрогобич, 2019. - 320с.